# Portezuelo, Spanien
Portezuelo är en kommunhuvudort i Spanien.   Den ligger i provinsen Provincia de Cáceres och regionen Extremadura, i den centrala delen av landet, 250 km väster om huvudstaden Madrid. Portezuelo ligger 374 meter över havet och antalet invånare är 313.
Terrängen runt Portezuelo är huvudsakligen platt, men österut är den kuperad. Runt Portezuelo är det glesbefolkat, med 12 invånare per kvadratkilometer. Närmaste större samhälle är Coria, 19,8 km norr om Portezuelo. Trakten runt Portezuelo består i huvudsak av gräsmarker.